# Sijón
Sijón (hebrejsky: צִיּוֹן, Cijon) je výšina u jihozápadního rohu hradeb Starého Města v Jeruzalémě, před stejnojmennou branou. Toto pojmenováni je však nejčastěji ztotožňováno s Chrámovou horou, ale původně to bylo jméno jebúsejské pevnosti, kterou kolem roku 1000 př. n. l. dobyl král David a učinil ji svým sídlem („městem Davidovým“). Podle Bible sem pak přenesl archu úmluvy, která byla umístěna později v Šalamounově chrámu. Slovo Sijón se stalo metonymem Šalamounova chrámu v Jeruzalémě, města Jeruzaléma a celé Země zaslíbené.
V průběhu doby se Sijón stal místem předmětem úcty v souvislosti s hrobem krále Davida, tedy po roce 973 př. n. l. V domě, kde je vystaven Davidův náhrobek je dle tradice i místnost, kde podle Janova evangelia měl Kristus po poslední večeři na znamení pokory umýt nohy svým učedníkům (J 13, 4 a násl.), ale později byla změněna na synagogu. V horním patře stejného domu, v místnosti „prostřené a připravené“ (Mk 14, 15), se měla odehrát poslední večeře a tamtéž, o sedm týdnů později, byli apoštolové obdařeni sesláním Ducha svatého. V arabském období pak budova sloužila jako mešita.
Hlavní dominantou celého návrší je mohutný chrám Zesnutí Panny Marie (Dormitio) ze světle okrového kamene, který je součástí stejnojmenného benediktinského kláštera ze začátku 20. stol., postaveného na místě, kde podle tradice zemřela Panna Maria.
| Židé a judaismus |
| Židé • Judaismus • Kdo je Žid |
| Ortodoxní • Konzervativní (Masorti) Progresivní (Reformní - Liberální) • Ultraortodoxní Samaritáni • Falašové • Karaité                                                                                            |
| Etnické skupiny a jazyky |
| Aškenázové • Sefardové • Mizrachim Hebrejština • Jidiš • Ladino • Ge'ez • Buchori |
| Populace (vývoj) |
| Evropa • Amerika • Asie • Afrika • Austrálie |
| Náboženství |
| Bůh • Principy víry • Boží jména 613 micvot • Halacha • Noachidské zákony Mesiáš • Eschatologie |
| Židovské myšlení, filosofie a etika |
| Židovská filosofie Cdaka • Musar • Vyvolenost Chasidismus • Kabala • Haskala |
| Náboženské texty |
| Tóra • Tanach • Mišna • Talmud • Midraš Tosefta • Mišne Tora • Šulchan aruch Sidur • Machzor • Pijut • Zohar |
| Životní cyklus, tradice a zvyky |
| Obřízka • Pidjon ha-ben • Simchat bat • Bar micva Šiduch • Svatba • Ketuba • Rozvod (Get) • Pohřeb Kašrut • Židovský kalendář • Židovské svátky Talit • Tfilin • Cicit • Kipa Mezuza • Menora • Šofar • Sefer Tora |
| Významné postavy židovství |
| Abrahám • Izák • Jákob • Mojžíš Šalomoun • David • Elijáš • Áron Maimonides • Nachmanides • Raši Ba'al Šem Tov • Ga'on z Vilna • Maharal                                                                           |
| Náboženské budovy a instituce |
| Chrám • Synagoga • Ješiva • Bejt midraš Rabín • Chazan • Dajan • Ga'on Kohen (kněz) • Mašgiach • Gabaj • Šochet Mohel • Bejt din • Roš ješiva                                                                      |
| Židovská liturgie |
| Šema • Amida • Kadiš Minhag • Minjan • Nosach Šacharit • Mincha • Ma'ariv • Musaf |
| Dějiny Židů |
| starověk • středověk • novověk |
| Blízká témata |
| Antisemitismus • Gój • Holocaust • Izrael Filosemitismus • Sionismus Abrahámovská náboženství |
| z • d • e |

## V Bibli
V Tanachu (Starém zákonu) se slovo Sijón vyskytuje 154krát. V teologickém smyslu se jméno Sijón nejčastěji používá pro celou Zemi izraelskou a její hlavní město Jeruzalém nebo pro celý izraelský národ. Mezi nejznámější patří následující verše z žalmů:
- U řek babylónských, tam jsme sedávali s pláčem ve vzpomínkách na Sijón.“ (Žalm 137:1)[3]

- „Když nás ti, kdo nás odvlekli, vybízeli tam ke zpěvu, trýznitelé k radovánkám: „Zazpívejte nám některý ze sijónských zpěvů!“ Jak bychom však mohli zpívat píseň Hospodinovu v té cizí zemi? Jestli, Jeruzaléme, na tebe zapomenu, ať mi má pravice sloužit zapomene. Ať mi jazyk přilne k patru, nebudu-li si tě připomínat, nebudu-li Jeruzalém považovat za svou svrchovanou radost. Připomeň synům Edómu, Hospodine, den Jeruzaléma, jak volali: „Bořte! Bořte do základů!“ Záhubě propadlá babylónská dcero, blaze tomu, kdo ti odplatí za skutky spáchané na nás.“ (Žalm 137:3-8)[4]

- „Hospodin buduje Jeruzalém, shromažďuje rozehnané z Izraele... Jeruzaléme, chval zpěvem Hospodina, chval Sijóne, svého Boha!“ (Žalm 147:2-12)[5]

## Sionismus
Sionismus je ideový směr, který vznikl v druhé polovině 19. století mezi evropskými Židy. Hlavním cílem jeho představitelů bylo a je přesídlení Židů do Palestiny a vybudování a udržení židovského státu.
Název je odvozen od pahorku Sijón v Jeruzalémě, kde bibličtí proroci očekávají příchod Hospodina. Podle něj pojmenoval v roce 1881 spolek Přátelé Sijónu oděský lékař Leo Pinsker. Zakladatelem sionismu jako mezinárodního hnutí je Theodor Herzl, který byl k myšlence sionismu přiveden kampaní proti Alfrédu Dreyfusovi. V roce 1897 byla v Basileji založena světová Sionistická organizace. Sionismus se brzy rozšířil mezi evropskými Židy, ohroženými antisemitismem a pogromy.
Později docházelo k emigraci Židů v důsledku nacistické perzekuce (viz též šoa).